# 運輸王
《運輸王》（中國大陆发行版译为“运输大亨”）是由獨立游戏开发者克里斯·索耶所開發的2004年電腦經營模擬遊戲。此遊戲是1994年經營模擬遊戲《運輸大亨》的續作。在中國大陆由星空娱动代理发行。

## 遊戲內容
玩家在《運輸王》中的目的為透過經營一家運輸公司去賺取收入，並擊敗其他敵對運輸公司。在遊戲中，玩家可以經營鐵路、電車、貨運、巴士、飛機和船運來賺取收入。此遊戲設定於內1900年至2100年期間，包含超過40個預先設計好的場景和場景編輯器，並支援玩家進行線上多人遊戲。在遊戲中，玩家是以2D等角投影鏡頭觀看整個遊戲版圖，與其他索耶開發的遊戲相同，尤以《模擬樂園》為最。值得注意的是，《模擬樂園》使用的遊戲引擎正好是來自《運輸大亨》。

### 難度與場景
此遊戲中的遊戲難度共分為五級：新手（Beginner）、容易（Easy）、中等（Medium）、挑戰（Challenging）和專家（Expert）。在不同難度，玩家需要達成不同的任務，其中包括在公司排行榜中獲得一定的排行、運載一定數量的貨物等。部份任務更設有時限，玩家必須在時限內達成任務，否則會被視為任務失敗。
此遊戲中的預設場景主要包括2類：虛構的和真實的。這些真實的場景主要取材自歐美各國，如美國、瑞士和英國。

## 開發
根據索耶指出，此遊戲的前身為《運輸大亨》。隨著《運輸大亨》獲得一致好評及銷量不錯，索耶便有意製作此遊戲的續作，即《運輸王》。可是，索耶後來中止了開發工作，並改為開發另一個經營模擬遊戲《模擬樂園》。《模擬樂園》在發佈後亦獲得成功，令到索耶有意繼續開發《模擬樂園》系列。之後，他又開發了《模擬樂園2》，並同樣非常成功。完成《模擬樂園2》的開發工作後，索耶便決定放下《模擬樂園3》的開發工作，並重新開啟《運輸王》的開發工作。

## 發佈
此遊戲於2004年9月7日在美國正式發布。在隨後的數天裡，此遊戲陸續在世界各地發布。根據索耶指出，此遊戲「是《運輸大亨》的繼承者」。

## 第三方創作
近年來，不少遊戲玩家製作了很多加載內容，包括上百種火車、卡車、飛機和其他運輸工具的模組。部份玩家更透過使用特別的軟件將《微軟模擬列車》中的機車車輛製模並加入遊戲中。

## 評價
儘管前作《運輸大亨》獲得一致好評，但是此遊戲卻未能滿足玩家。大部份評價均為負面的，批評主要集中在用户界面和人工智能玩家上。儘管這些批評均指出此遊戲不及《運輸大亨》，但仍指出有改善之處，如人工智能玩家破壞對手公司車輛的機會被大大地減少。
遊戲評分組織給予此遊戲的分數亦都不太高。兩個匯總評分網站Metacritic和GameRankings分別給予此遊戲59/100分和58.89%。
GameSpot給予此遊戲6.8/10分，稱讚其策略運用，但就批評遊戲有缺陷。IGN給予此遊戲5.8/10分，並批評遊戲令人沮喪。《PCMag》給予此遊戲3.5/5分，並批評遊戲缺乏挑戰性。1UP.com給予此遊戲D-評級，並說：「飛機、火車，然後……啊，誰在乎呢？」而GameSpy則給予此遊戲2/5星，並指出：「運輸大亨的『精神續集』，以去無處快」。

## 外部連結
- 遊戲開發者克里斯·索耶的網站 （页面存档备份，存于）
- MobyGames上的運輸王 （页面存档备份，存于）